# Geophis cancellatus
Geophis cancellatus este o specie de șerpi din genul Geophis, familia Colubridae, descrisă de Smith 1941. A fost clasificată de IUCN ca specie cu risc scăzut. Conform Catalogue of Life specia Geophis cancellatus nu are subspecii cunoscute.